# Жидкость на Титане
Жидкость на Титане представлена естественными резервуарами на поверхности Титана, наполненными, предположительно, смесью жидких углеводородов, в основном метана и этана, а также подповерхностным океаном, содержащим, предположительно, жидкую воду со значительным содержанием аммиака и экстремально высокой солёностью.
Озёра сосредоточены в приполярных областях, причём крупнейшие из них, называемые морями, находятся только в северном полушарии Титана. Такую асимметрию учёные объясняют тем, что, когда в южном полушарии Титана лето, Сатурн находится вблизи перигелия, то есть лето там более «жаркое», чем в северном.
Учёные также предполагают наличие больших объёмов углеводородов под поверхностью спутника.

## Поверхностные «водоёмы»

### История исследования
Впервые предположение о возможности существования на Титане углеводородных озёр (углеводоёмов) было сделано на основе анализа данных, полученных АМС Вояджер 1 и Вояджер 2. Сопоставив состав, плотность и температуру атмосферы Титана, учёные сделали вывод, что на спутнике могут присутствовать углеводороды в жидком состоянии. Эта гипотеза подтвердилась в 1995 году, когда при помощи телескопа Хаббл в атмосфере Титана был обнаружен жидкий метан, хотя его количество на поверхности оставалось неясным.
Окончательное подтверждение наличия на Титане крупных углеводоёмов было получено благодаря проекту «Кассини-Гюйгенс». Хотя снимки, полученные при спуске зонда «Гюйгенс», который сел вблизи экватора Титана, не обнаружили каких-либо значительных объёмов жидкости, рельеф поверхности явно свидетельствовал о воздействии на него жидкости в прошлом. Первое свидетельство существования крупных углеводоёмов нашлось на инфракрасном снимке южного полюса, сделанном 6 июня 2005 года, на котором заметно большое тёмное пятно. Радарное зондирование поверхности спутника с борта станции Кассини, проведённое 22 июля 2006 года, выявило в северном полушарии большие области с резко очерченными границами, которые сильно поглощали радиоволны. Эти данные позволили учёным в январе 2007 года уверенно заявить о наличии на Титане метановых озёр.
Также 8 июля 2009 года камере VIMS «Кассини» удалось заснять на поверхности блики в инфракрасном диапазоне (длина волны 5 мкм), которые учёные долго надеялись увидеть как основное доказательство наличия жидкости на поверхности.
В 2013 году с помощью радара «Кассини» были исследованы сети соединённых с морем Лигеи каналов Вид, которое показало, что их поверхность является такой же тёмной, как у углеводородных морей. Более поздний анализ этих данных подтвердил: блеск на их поверхности указывает на то, что они сейчас заполнены жидкостью.
Для подробного исследования озёр Титана проектируется зонд TiME (англ. Titan Mare Explorer) в составе миссии Titan Saturn System Mission, запуск которой планировался на 2020 год.

### Состав «вод»
Средняя температура на Титане составляет 93,7 К (−179,5 °C), а атмосферное давление у поверхности 146,7 кПа (1,45 атм). При таких условиях многие газы переходят в жидкое состояние. Предположительный молярный состав жидкости, наполняющей титанские «водоёмы»:
- жидкий этан: 76÷79 %
- жидкий пропан: 7÷8 %
- жидкий метан: 5÷10 %
- жидкий бутилен: 1 %
- жидкие аргон, азот, угарный газ, водород: менее 1 %.

Также в жидкости растворены твёрдые (при данных температурах и давлении) вещества (в молярных долях):
- циановодород: 2÷3 % (насыщенный раствор)
- бутан: 1 %
- ацетилен: 1 %
- бензол, метилцианид, углекислый газ: менее 1 %

Поскольку смесь состоит из сжиженных газов с разной температурой кипения, то её состав меняется в зависимости от температуры: при нагревании уменьшается концентрация более летучих веществ (метан, азот) и увеличивается концентрация менее летучих (пропан, бутен). Поэтому состав жидкости на полюсах (где 90 К) отличается от состава на более тёплом экваторе (где 93,65 К).
Поскольку температура на Титане близка к температуре кристаллизации метана (−182,5 °C) и этана (−183,3 °C), то в озёрах может присутствовать также углеводородный лёд. Плотность смеси углеводородов в озёрах составляет примерно 516,3 кг/м³, что значительно меньше плотности твёрдых метана и этана, поэтому углеводородный лёд в этих озёрах будет тонуть, а не всплывать на поверхность. Однако, учёные предполагают, что при определённых условиях на поверхности озёр всё же могут образовываться плавучие льдины. Такой лёд должен быть насыщен газом (более 5 %) чтобы оставаться на поверхности озера, а не опускаться на дно.
По оценкам учёных, количество углеводородов в озёрах Титана в сотни раз превышает их содержание в недрах Земли.

### Список морей и озёр
На сегодняшний день многие углеводоёмы получили собственные названия.

#### Моря
Морями (лат. mare) называются наиболее крупные углеводоёмы Титана. Они получили свои названия по именам мифических морских существ.
| Русское название | Латинское название | Координаты                                          | Размер, км | Происхождение названия                                           | #      |
| ---------------- | ------------------ | --------------------------------------------------- | ---------- | ---------------------------------------------------------------- | ------ |
| Море Кракена     | Kraken Mare        | 68°00′ с. ш. 50°00′ в. д. / 68,0° с. ш. 50° в. д.   | 1170       | Кракен — мифический монстр из рассказов скандинавских мореходов. | [ 20 ] |
| Море Лигеи       | Ligeia Mare        | 79°00′ с. ш. 112°00′ в. д. / 79,0° с. ш. 112° в. д. | 500        | Лигея — одна из сирен.                                           | [ 21 ] |
| Море Пунги       | Punga Mare         | 85°06′ с. ш. 20°18′ в. д. / 85,1° с. ш. 20,3° в. д. | 380        | Пунга в мифологии маори — предок акул, скатов и ящериц.          | [ 22 ] |

#### Озёра
Озёра (лат. lacus) — небольшие тёмные участки с чёткими очертаниями (впадины, заполненные жидкими углеводородами). Их названия происходят от названий земных озёр.
| Русское название | Латинское название | Координаты                                              | Размер, км | Происхождение названия                        | #      |
| ---------------- | ------------------ | ------------------------------------------------------- | ---------- | --------------------------------------------- | ------ |
| Озеро Абая       | Abaya Lacus        | 73°10′ с. ш. 314°27′ в. д. / 73,17° с. ш. 314,45° в. д. | 65         | Абая (Эфиопия)                                | [ 23 ] |
| Озеро Альбано    | Albano Lacus       | 65°54′ с. ш. 123°36′ в. д. / 65,9° с. ш. 123,6° в. д.   | 6          | Альбано (Италия)                              | [ 24 ] |
| Озеро Атитлан    | Atitlán Lacus      | 69°18′ с. ш. 121°12′ в. д. / 69,3° с. ш. 121,2° в. д.   | 14         | озеро Атитлан (Гватемала)                     | [ 25 ] |
| Озеро Больсена   | Bolsena Lacus      | 75°45′ с. ш. 349°43′ в. д. / 75,75° с. ш. 349,72° в. д. | 100        | озеро Больсена (Италия)                       | [ 26 ] |
| Озеро Венерн     | Vänern Lacus       | 70°24′ с. ш. 136°54′ в. д. / 70,4° с. ш. 136,9° в. д.   | 44         | Венерн (Швеция)                               | [ 27 ] |
| Озеро Кардиель   | Cardiel Lacus      | 70°12′ с. ш. 153°30′ в. д. / 70,2° с. ш. 153,5° в. д.   | 22         | Кардиель (Аргентина)                          | [ 28 ] |
| Озеро Кейюга     | Cayuga Lacus       | 69°48′ с. ш. 130°00′ в. д. / 69,8° с. ш. 130° в. д.     | 23         | озеро Кейюга (США)                            | [ 29 ] |
| Озеро Киву       | Kivu Lacus         | 87°00′ с. ш. 239°00′ в. д. / 87,0° с. ш. 239° в. д.     | 78         | Киву (озеро) (граница Руанды и ДРК)           | [ 30 ] |
| Озеро Койтере    | Koitere Lacus      | 79°24′ с. ш. 323°52′ в. д. / 79,4° с. ш. 323,86° в. д.  | 68         | Койтере (Финляндия)                           | [ 31 ] |
| Озеро Ладога     | Ladoga Lacus       | 74°48′ с. ш. 333°54′ в. д. / 74,8° с. ш. 333,9° в. д.   | 110        | Ладожское озеро (Россия)                      | [ 32 ] |
| Озеро Ланао      | Lanao Lacus        | 71°00′ с. ш. 142°18′ в. д. / 71,0° с. ш. 142,3° в. д.   | 34         | Ланао (Филиппины)                             | [ 33 ] |
| Озеро Локтак     | Logtak Lacus       | 70°48′ с. ш. 133°54′ в. д. / 70,8° с. ш. 133,9° в. д.   | 14         | Локтак (Индия)                                | [ 34 ] |
| Озеро Маккай     | Mackay Lacus       | 78°19′ с. ш. 262°28′ в. д. / 78,32° с. ш. 262,47° в. д. | 180        | озеро Маккай (Австралия)                      | [ 35 ] |
| Озеро Миватн     | Mývatn Lacus       | 78°11′ с. ш. 224°43′ в. д. / 78,19° с. ш. 224,72° в. д. | 55         | Миватн (Исландия)                             | [ 36 ] |
| Озеро Ней        | Neagh Lacus        | 81°07′ с. ш. 327°50′ в. д. / 81,11° с. ш. 327,84° в. д. | 98         | Лох-Ней (Северная Ирландия)                   | [ 37 ] |
| Озеро Онайда     | Oneida Lacus       | 76°08′ с. ш. 288°10′ в. д. / 76,14° с. ш. 288,17° в. д. | 51         | озеро Онейда (США)                            | [ 38 ] |
| Озеро Онтарио    | Ontario Lacus      | 72°00′ ю. ш. 175°00′ в. д. / 72,0° ю. ш. 175,0° в. д.   | 235        | Онтарио (озеро) (граница Канады и США)        | [ 39 ] |
| Озеро Охрид      | Ohrid Lacus        | 71°48′ с. ш. 138°06′ в. д. / 71,8° с. ш. 138,1° в. д.   | 17         | Охридское озеро (граница Македонии и Албании) | [ 40 ] |
| Озеро Севан      | Sevan Lacus        | 69°42′ с. ш. 134°24′ в. д. / 69,7° с. ш. 134,4° в. д.   | 47         | Севан (Армения)                               | [ 41 ] |
| Озеро Сионаскейг | Sionascaig Lacus   | 41°31′ ю. ш. 81°53′ в. д. / 41,52° ю. ш. 81,88° в. д.   | 143        | Лох-Сионаскейг (Шотландия)                    | [ 42 ] |
| Озеро Сотонера   | Sotonera Lacus     | 76°45′ с. ш. 342°31′ в. д. / 76,75° с. ш. 342,51° в. д. | 63         | Сотонера (Испания)                            | [ 43 ] |
| Озеро Спарроу    | Sparrow Lacus      | 84°18′ с. ш. 295°18′ в. д. / 84,3° с. ш. 295,3° в. д.   | 81         | Спарроу (Канада)                              | [ 44 ] |
| Озеро Товада     | Towada Lacus       | 71°24′ с. ш. 135°48′ в. д. / 71,4° с. ш. 135,8° в. д.   | 24         | Товада (озеро) (Япония)                       | [ 45 ] |
| Озеро Увс        | Uvs Lacus          | 69°36′ с. ш. 114°18′ в. д. / 69,6° с. ш. 114,3° в. д.   | 27         | Убсу-Нур (Монголия)                           | [ 46 ] |
| Озеро Урмия      | Urmia Lacus        | 39°16′ ю. ш. 83°27′ в. д. / 39,27° ю. ш. 83,45° в. д.   | 29         | Урмия (Иран)                                  | [ 47 ] |
| Озеро Уэйкэр     | Waikare Lacus      | 81°36′ с. ш. 234°00′ в. д. / 81,6° с. ш. 234° в. д.     | 52         | Уэйкэр (Новая Зеландия)                       | [ 48 ] |
| Озеро Фейа       | Feia Lacus         | 73°42′ с. ш. 295°35′ в. д. / 73,7° с. ш. 295,59° в. д.  | 47         | Фейа, Бразилия                                | [ 49 ] |
| Озеро Фримен     | Freeman Lacus      | 73°36′ с. ш. 148°36′ в. д. / 73,6° с. ш. 148,6° в. д.   | 26         | Фримен (озеро) (США)                          | [ 50 ] |
| Озеро Хунин      | Junín Lacus        | 66°54′ с. ш. 123°06′ в. д. / 66,9° с. ш. 123,1° в. д.   | 6          | озеро Хунин (Перу)                            | [ 51 ] |
| Озеро Цзинбо     | Jingpo Lacus       | 73°00′ с. ш. 24°00′ в. д. / 73,0° с. ш. 24° в. д.       | 240        | Цзинбо (Китай)                                | [ 52 ] |
| Озеро Мюггель    | Müggel Lacus       | 84°26′ с. ш. 156°30′ в. д. / 84,44° с. ш. 156,5° в. д.  | 170        | Мюггельзе (Германия)                          | [ 53 ] |
| Озеро Хаммар     | Hammar Lacus       | 48°36′ с. ш. 51°43′ в. д. / 48,6° с. ш. 51,71° в. д.    | 200        | Эль-Хаммар (Ирак)                             | [ 54 ] |
| Озеро Червено    | Crveno Lacus       | 79°24′ ю. ш. 5°00′ в. д. / 79,4° ю. ш. 5° в. д.         | 41         | Красное озеро (Хорватия)                      | [ 55 ] |

#### Лакуны
Лакуны (лат. lacuna) — объекты, похожие на озёра, но лучше отражающие радиоволны, что говорит об их малой глубине либо полном отсутствии жидкости. Их названия происходят от названий земных солончаков и пересыхающих озёр.
| Русское название | Латинское название | Координаты                                            | Размер, км | Происхождение названия                | #      |
| ---------------- | ------------------ | ----------------------------------------------------- | ---------- | ------------------------------------- | ------ |
| Лакуна Атакама   | Atacama Lacuna     | 62°48′ с. ш. 132°24′ в. д. / 62,8° с. ш. 132,4° в. д. | 36         | солончаки пустыни Атакама (Чили)      | [ 56 ] |
| Лакуна Велико    | Veliko Lacuna      | 76°48′ ю. ш. 33°06′ з. д. / 76,8° ю. ш. 33,1° з. д.   | 93         | Велико (Босния и Герцеговина)         | [ 57 ] |
| Лакуна Джерид    | Jerid Lacuna       | 66°42′ с. ш. 139°00′ в. д. / 66,7° с. ш. 139° в. д.   | 43         | Шотт-эль-Джерид (Тунис)               | [ 58 ] |
| Лакуна Мельгир   | Melrhir Lacuna     | 64°54′ с. ш. 147°24′ в. д. / 64,9° с. ш. 147,4° в. д. | 23         | Шотт-Мельгир (Алжир)                  | [ 59 ] |
| Лакуна Нгами     | Ngami Lacuna       | 66°42′ с. ш. 146°06′ в. д. / 66,7° с. ш. 146,1° в. д. | 37         | Нгами (Ботсвана)                      | [ 60 ] |
| Лакуна Рейстрек  | Racetrack Lacuna   | 66°06′ с. ш. 135°06′ в. д. / 66,1° с. ш. 135,1° в. д. | 10         | Рейстрек-Плайя (США)                  | [ 61 ] |
| Лакуна Уюни      | Uyuni Lacuna       | 66°18′ с. ш. 131°36′ в. д. / 66,3° с. ш. 131,6° в. д. | 27         | Солончак Уюни (Боливия)               | [ 62 ] |
| Лакуна Эйр       | Eyre Lacuna        | 72°36′ с. ш. 134°54′ в. д. / 72,6° с. ш. 134,9° в. д. | 25         | озеро Эйр (Австралия)                 | [ 63 ] |
| Лакуна Кач       | Kutch Lacuna       | 88°24′ с. ш. 143°00′ в. д. / 88,4° с. ш. 143° в. д.   | 175        | Озеро Кач (граница Индии и Пакистана) | [ 64 ] |
| Лакуна Накуру    | Nakuru Lacuna      | 65°49′ с. ш. 266°00′ в. д. / 65,81° с. ш. 266° в. д.  | 188        | Озеро Накуру (Кения)                  | [ 65 ] |
| Лакуна Войтчугга | Woytchugga Lacuna  | 68°53′ с. ш. 251°00′ в. д. / 68,88° с. ш. 251° в. д.  | 450        | Войтчугга (Австралия)                 | [ 66 ] |

#### Каналы
Каналы (лат. flumina) — система каналов, по которым, вероятно, текут жидкие углеводороды.
| Русское название | Латинское название | Координаты                                              | Размер, км | Происхождение названия                                           | #      |
| ---------------- | ------------------ | ------------------------------------------------------- | ---------- | ---------------------------------------------------------------- | ------ |
| Каналы Эливагар  | Elivagar Flumina   | 19°18′ с. ш. 281°30′ в. д. / 19,3° с. ш. 281,5° в. д.   | 260        | Эливагар в скандинавской мифологии — 12 ядовитых ледяных потоков | [ 67 ] |
| Каналы Вид       | Vid Flumina        | 72°54′ с. ш. 117°45′ в. д. / 72,9° с. ш. 117,75° в. д.  | 158        | Вид в скандинавской мифологии — одна из 12 эливагарских рек      | [ 68 ] |
| Каналы Келадон   | Celadon Flumina    | 73°42′ ю. ш. 28°48′ з. д. / 73,7° ю. ш. 28,8° з. д.     | 160        | Келадон — река в «Илиаде»                                        | [ 69 ] |
| Канал Ксанф      | Xanthus Flumen     | 83°28′ с. ш. 242°46′ з. д. / 83,47° с. ш. 242,76° з. д. | 78         | Ксанф (Ксант) — река в «Илиаде»                                  | [ 70 ] |
| Канал Карес      | Karesos Flumen     |                                                         |            | Карес — река в «Илиаде»                                          | [ 71 ] |
| Канал Сарасвати  | Saraswati Flumen   |                                                         |            | Сарасвати (Ксант) — река в индуистской мифологии                 | [ 72 ] |
| Канал Хубур      | Hubur Flumen       |                                                         |            |                                                                  | [ 73 ] |

### Заливы
Залив (лат. sinus) — часть моря или озера.
| Русское название | Латинское название | Координаты | Размер, км | Происхождение названия | #      |
| ---------------- | ------------------ | ---------- | ---------- | ---------------------- | ------ |
|                  | Arnar Sinus        |            |            |                        | [ 74 ] |
|                  | Flensborg Sinus    |            |            |                        | [ 75 ] |
|                  | Gabes Sinus        |            |            |                        | [ 76 ] |
|                  | Kumbaru Sinus      |            |            |                        | [ 77 ] |
|                  | Moray Sinus        |            |            |                        | [ 78 ] |
|                  | Nicoya Sinus       |            |            |                        | [ 79 ] |
|                  | Okahu Sinus        |            |            |                        | [ 80 ] |
|                  | Patos Sinus        |            |            |                        | [ 81 ] |
|                  | Puget Sinus        |            |            |                        | [ 82 ] |
|                  | Rombaken Sinus     |            |            |                        | [ 83 ] |
|                  | Skelton Sinus      |            |            |                        | [ 84 ] |
|                  | Trold Sinus        |            |            |                        | [ 85 ] |
|                  | Tunu Sinus         |            |            |                        | [ 86 ] |
|                  | Wakasa Sinus       |            |            |                        | [ 87 ] |
|                  | Walvis Sinus       |            |            |                        | [ 88 ] |

### Проливы
Пролив (лат. fretum) — узкий участок жидкости, соединяющий два больших резервуара. Они получили свои названия в честь героев произведений Айзека Азимова из цикла «Основание».
| Русское название | Латинское название | Координаты                                            | Размер, км | Происхождение названия | #      |
| ---------------- | ------------------ | ----------------------------------------------------- | ---------- | --- | ------ |
| Пролив Бейты     | Bayta Fretum       | 73°00′ с. ш. 311°12′ з. д. / 73° с. ш. 311,2° з. д.   | 165        | Бейта Дарелл — персонаж романа «Основание и Империя», жена торговца Трана Дарелла и бабушка Аркадии Дарелл.                    | [ 89 ] |
| Пролив Хардина   | Hardin Fretum      | 57°18′ с. ш. 317°48′ з. д. / 57,3° с. ш. 317,8° з. д. | 246        | Сальвор Хардин — персонаж романа «Основание», первый мэр планеты Терминус.                                                     | [ 90 ] |
| Пролив Селдона   | Seldon Fretum      | 66°00′ с. ш. 316°36′ з. д. / 66° с. ш. 316,6° з. д.   | 67         | Гэри Селдон — главный герой основной трилогии, создатель вымышленной науки психоистории, первый министр Галактической Империи. | [ 91 ] |
| Пролив Тревайза  | Trevize Fretum     | 74°24′ с. ш. 269°54′ з. д. / 74,4° с. ш. 269,9° з. д. | 173        | Голан Тревайз — герой романов «Кризис Основания» и «Основание и Земля», совета планеты Терминус.                               | [ 92 ] |

## Подповерхностный океан
Ряд учёных выдвинули гипотезу о существовании на Титане глобального подповерхностного океана. Мощное приливное действие Сатурна может привести к разогреву ядра и поддержанию достаточно высокой температуры для существования жидкой воды.
Сравнение снимков «Кассини» за 2005 и 2007 годы показало, что детали ландшафта сместились примерно на 30 км. Поскольку Титан всегда повёрнут к Сатурну одной стороной, такой сдвиг может объясняться тем, что ледяная кора отделена от основной массы спутника глобальной жидкой прослойкой.
Предполагается, что в воде содержится значительное количество аммиака (около 10 %), который действует на воду как антифриз, то есть понижает температуру её замерзания. В сочетании с высоким давлением, оказываемым корой спутника, это может являться дополнительным условием существования подповерхностного океана.
Согласно данным, обнародованным в конце июня 2012 году и собранным ранее КА «Кассини», под поверхностью Титана (на глубине около 100 км) действительно должен находиться океан, состоящий из воды с возможным небольшим количеством солей. В результатах нового исследования, опубликованных в 2014 году и основанных на гравитационной карте спутника, построенной на основании данных, собранных «Кассини», учёные высказали предположение, что жидкость в океане спутника Сатурна отличается повышенной плотностью и экстремальной солёностью. Скорее всего, она представляет собой рассол, в состав которого входят соли, содержащие натрий, калий и серу. Кроме того, в разных районах спутника глубина океана варьируется — в одних местах вода промерзает, изнутри наращивая ледяную корку, покрывающую океан, и слой жидкости в этих местах практически не сообщается с поверхностью Титана. Сильная солёность подповерхностного океана делает практически невозможным существование в нём жизни.